# Carmen McRae
Carmen McRae (8. dubna 1920 New York City – 10. listopadu 1994 Beverly Hills) byla americká zpěvačka a herečka. Ve svých osmi letech začala hrát na klavír. První nahrávku spolu s Mercerem Ellingtonem nahrála v roce 1946. Z její pětileté spolupráce s vydavatelstvím Decca Records vzešlo dvanáct LP desek. Později vydala řadu alb u jiných vydavatelství a v roce 1991 ukončila svou kariéru. Je držitelkou několika cen Grammy.